# Julie Doucet
Julie Doucet, född 31 december 1965 i Montréal i Québec i Kanada, är en kanadensisk serieskapare som är mest känd för sina självbiografiska serier i Dirty Plotte och My New York Diary. 2022 vann hon Grand Prix de la ville d’Angoulême.

## Biografi
Julie Doucet började teckna serier 1987. De fick mycket uppmärksamhet, och hon fick ett pris 1991 ("Harvey Award for Best New Talent").
Kort därefter flyttade hon till New York. Erfarenheterna därifrån gav henne material till sitt seriealbum "My New York Diary" som gavs ut 1995. Hon lämnade New York efter ett år och flyttade till Seattle och lämnade Seattle för att flytta till Berlin 1995. 1998 återvände hon till Montréal där hon gav ut det tolfte och sista numret av Dirty Plotte varefter hon tog en paus från serieskapandet.
Julie Doucet återupptog arbetet 2000 med The Madame Paul Affair, en verklighetsbaserad, nutida berättelse från Montréal som från början publicerades i Ici-Montréal, en alternativ lokaltidning. Samtidigt utvidgade hon sitt verksamhetsfält till mera experimentella serier, vilket resulterade i en samling bilder som gavs ut 2001 under namnet Long Time Relationship. 2004 gav hon ut en illustrerad dagbok på franska (Journal) som återger händelserna under ett år i hennes liv och 2006 en självbiografi framställd i collageteknik (J comme Je). I december 2007 gav förlaget Drawn & Quarterly ut 365 Days: A Diary by Julie Doucet, en dagbok som tar sin början år 2002.
Julie Doucet är en institution i Montréals konstvärld men hon har deklarerat för omvärlden (i Montreal Mirror 2006), att hon tänker sluta rita serier. "Det var för mycket arbete, och inte så värst inbringande. Jag föreslog en dagstidning att jag skulle få göra en strippserie, för jag skulle bara behöva rita en liten sida en gång i veckan. För en gångs skull hade jag en regelbunden inkomst och tjänade bra."[källa behövs]